# Vanfrejd
Vanfrejd är en äldre term för att förlora sin "goda frejd", den aktning och trovärdighet som tillkom en fläckfri och hederlig medborgare, och kunde utdömas i samband med rättsskipning för skamliga eller nesliga förbrytelser (jfr Infami).

## Historik
Enligt 1734 års lag kunde en person förlora sin goda frejd och drabbas av vanfrejd, vilket kunde utdömas vid vissa förbrytelser utöver straffet för själva förbrytelsen. Före tillkomsten av 1864 års strafflag var det ofta svårt att säga, om ett brott medförde denna påföljd eller ej.
I och med 1864 års lag ersattes vanfrejdsstraffet av Förlust av medborgerligt förtroende, som kunde vara för alltid eller för en viss tid. Syftet var dels att visa ogillande av brottet, dels att utestänga personer som inte ansågs lämpliga till viktiga poster. Den som förlorat sitt medborgerliga förtroende förlorade sin rösträtt och fick inte vittna inför rätta, samt kunde inte få ett arbete om det krävde "god frejd" till exempel många offentliga tjänster .
En persons frejd fastställdes av prästen. Denne skulle underrättas om vilka personer som hade gjort sig skyldiga till brott. Uppgifterna använde han sig sedan av då han i prästbetygen meddelade uppgifter om personers frejd, det så kallade frejdebetyget, ett intyg om en persons pålitlighet.
Prästerskapet följde därvid de förteckningar som lämnades detsamma av domstolarna på personer, vilka begått sådant brott, att de inte utan enskilt skriftermål fick begå Nattvarden. På detta sätt fick vanfrejdsbegreppet en mycket stor utsträckning, då åtskilliga brott medförde vanfrejdsanteckning i prästbetyget. Sedan en sådan anteckning en gång kommit dit kvarstod den för all framtid, så att personen aldrig mer kunde få ett "rent" prästbetyg.
Sedan emellertid 1864 års Strafflag för alla de brott, som ansetts vara av neslig beskaffenhet, stadgat ådömandet av en särskild påföljd, benämnd "förlust av medborgerligt förtroende", om vilken det i lagen hette, att den därtill dömde skulle, under den tid påföljden omfattade, vara "såsom vanfrejdad ansedd", föreskrevs genom kunglig förordning 20 januari 1865, att i de fall, då det ålåg prästerskapet att meddela betyg om personers frejd, därmed endast skulle förstås intyg, huruvida den ifrågavarande personen vid den tid, då frejdbetyget meddelades, var förlustig medborgerligt förtroende.
I lagen 20 juni 1890 angående ändringar i Strafflagen uteslöt man ur stadgandet om förlust av medborgerligt förtroende de ord, genom vilka den, som dömdes till denna påföljd, förklarades skola vara "såsom vanfrejdad ansedd". Detta för att undvika att stämpla den dömde som i allting ovärdig sina medmänniskors aktning. Någon ändring i sak var det dock inte frågan om, då lagen fortfarande stadgade, att den, som var dömd till ifrågavarande påföljd, skulle, så länge han var underkastad påföljden, vara "utestängd från alla sådana rättigheter och förmåner, för vilkas tillgodonjutande god frejd erfordras".
Genom lagändring 24 maj 1918 skedde däremot en ändring i sak. Alla bestämmelser om "god frejd" som förutsättning för vissa rättigheter eller förmåners åtnjutande försvann genom lagändringen ur den svenska rätten. I Strafflagen angavs istället direkt, vilken förlust av befogenheter ifrågavarande påföljd skulle innefatta, varjämte genom uttryckligt stadgande i vissa särskilda författningar vissa ytterligare rättsförluster knutits till ådömandet av en dylik påföljd. I samband därmed uteslöts den förutvarande benämningen å ifrågavarande påföljd ur lagen Och på de ställen, var hänvisningar till densamma gjordes, betecknades som "påföljd enligt 2 kap. 19 § strafflagen".
Straffet avskaffades slutligen helt år 1937, mycket på grund av att det varit svårt för brottslingar att återanpassas i icke kriminella miljöer.
I Finland avskaffades motsvarande straff år 1969.